# BYD Electronic

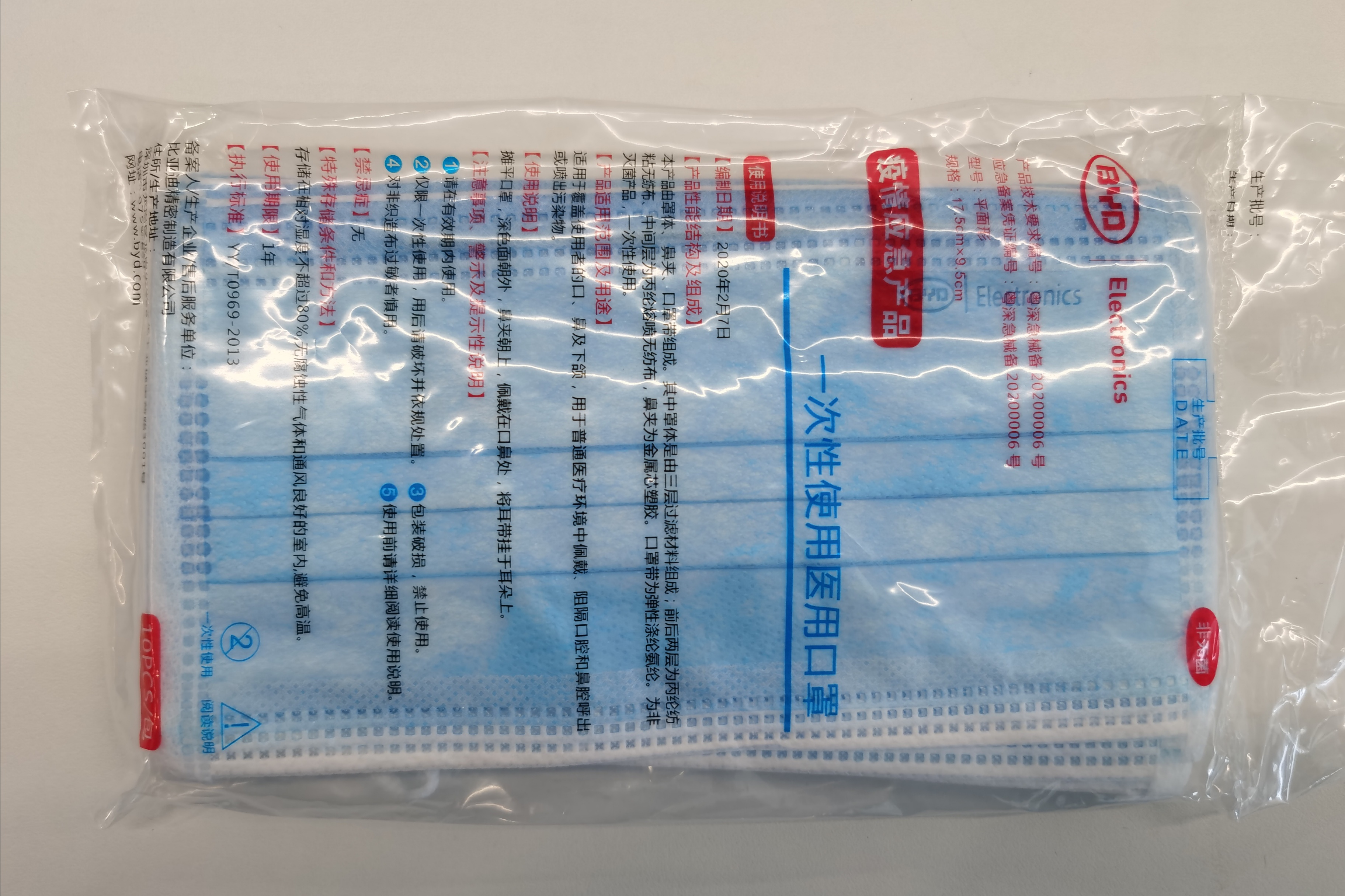
Jednorazowe maski medyczne produkowane przez BYD Electronic

BYD Electronic (International) Company Limited lub po prostu BYD Electronics (chiń. 比亞迪電子) produkuje komponenty telefonów komórkowych i montuje telefony komórkowe dla swoich klientów jako OEM lub ODM.

## Historia
Utworzona jako spółka zależna BYD w 2002 r., wyemitowała IPO na Hong Kong Stock Exchange w 2007 r., będąc zarejestrowaną w Hongkongu 14 czerwca 2007 roku.
BYD Electronics prowadziła kilka fabryk za granicą, np. w Klużu w Rumunii; fabryka w Komárom na Węgrzech, nabyta w lutym 2008 r. w wyniku zakupu spółki Mirae Hungary Industrial Manufacturer Ltd; oraz fabrykę w Ćennaj w Indiach, której budowę ukończono również w 2008 roku. Ponadto BYD Electronic posiada bazy produkcyjne w Huizhou, Tiencin oraz w Parku Przemysłowym Baolong w dzielnicy Longgang w Shenzhen.
Jako „one-site mode supplier”, zwłaszcza w przypadku telefonów komórkowych, firma zapewnia projektowanie produktu, produkcję, testowanie, montaż i usługi posprzedażowe. Do 2011 r. znani klienci BYD Electronics to Nokia, Motorola i Samsung. W 2021 przedsiębiorstwo produkowało przede wszystkim telefony komórkowe dla Huawei.
Od 2020 roku firma BYD Electronics stała się jednym z oryginalnych producentów sprzętu (OEM) iPada firmy Apple. Firma produkuje również iPady w swojej fabryce w Wietnamie, która rozpoczęła działalność w lipcu 2022 r. Wietnamska fabryka znajduje się w parku przemysłowym Phu Ha w prowincji Phú Thọ. Pierwsza faza zakładu ma roczną zdolność produkcyjną 4,32 mln tabletów i 50 mln pryzmatów optycznych. Plany Apple’a dotyczące produkcji iPadów z technologią BYD w Indiach zostały anulowane z powodu regulacji rządowych wynikających z napięć geopolitycznych między Indiami a Chinami.
W sierpniu 2023 r. firma BYD Electronics zgodziła się kupić kilka chińskich fabryk należących do Jabil, amerykańskiego producenta dostarczającego główne podzespoły dla Apple.
W maju 2024 r. ogłoszono, że firma BYD Electronics została dodana do indeksu Hang Seng w Hongkongu.
W lipcu 2024 r. pojawiły się doniesienia, że BYD Electronics wraz z Luxshare Precision stały się częścią łańcucha dostaw iPhone 16 po tym, jak część produkcji iPhone’ów została przeniesiona z Indii do Chin z powodu problemów z jakością.